# Chenārān (kommunhuvudort i Iran)
Chenārān (persiska: چناران) är en kommunhuvudort i Iran.   Den ligger i provinsen Khorasan, i den nordöstra delen av landet, 700 km öster om huvudstaden Teheran. Chenārān ligger 1 176 meter över havet och antalet invånare är 46 940.
Terrängen runt Chenārān är platt åt nordost, men åt sydväst är den kuperad. Runt Chenārān är det ganska tätbefolkat, med 149 invånare per kvadratkilometer. Chenārān är det största samhället i trakten. Omgivningarna runt Chenārān är i huvudsak ett öppet busklandskap.